# Чуюнчі
Чуюнчі́ (рос. Чуюнчи, башк. Суйынсы) — село у складі Давлекановського району Башкортостану, Росія. Адміністративний центр Чуюнчинської сільської ради.
Населення — 475 осіб (2010; 473 в 2002).
Національний склад:
- татари — 88 %